# Cyrille Verbrugge
Cyrille C. Verbrugge (* 6. November 1866 in Mouscron; † 4. Mai 1929 in Antwerpen) war ein belgischer Fechter.
Er nahm im Jahr 1900 an den Olympischen Sommerspielen im Florett für Fechtmeister teil. In diesem Wettbewerb konnte er nach zwei ausreichenden ersten Runden das Halbfinale erreichen, in dem er dann mit 1:6 Siegen ausschied. Im Endergebnis belegte er den 15. Rang.
Seinen größten Erfolg erzielte Verbrugge bei den vom IOC nicht anerkannten Olympischen Zwischenspielen 1906 in Athen. Dort trat er im Säbel und Degen für Fechtmeister an. Im Degenwettkampf konnte er nach zwei Siegen gegen Carlo Gandini aus Italien und Ioannis Raisis aus Griechenland die Goldmedaille gewinnen. Auch im Säbelwettkampf gewann er nach einem Sieg im einzigen Duell des Wettbewerbs gegen Ioannis Raisis Gold.